# 赤星站
赤星站（日语：／ Akaboshi eki */?）是位在日本愛媛縣四國中央市土居町津根、隸屬於四國旅客鐵道（JR四國）的鐵路車站。車站編號為Y25。屬於簡易車站，至開業以來均為無人站。
車站名是以附近「土居三山」之一的「赤星山」而命名。

## 車站結構
由於是簡易車站，本身並不設有站舍，但在月台附近則建有一座單層建築物，設有男、女洗手間、候車室及單車停泊處，唯它並不屬於JR四國所擁有。
本站只有側式月台1個，列車不能在本站交會。月台的有效長度為4卡。月台設有有蓋候車亭及座椅，但候車亭內不設有自動售票機。 當列車停靠月台後，往松山方向時，列車左邊車門會打開，而往觀音寺方向時，則右邊車門會打開。出入月台需經過月台末端向伊予土居站方向的斜台出入。
由於此段軌道乃直線區域，特急列車會以高速通過，而月台寬度亦偏窄，因此必須小心安全。

### 月台配置
| 路線    | 方向     | 目的地                   |
| ------- | -------- | ------------------------ |
| ■予讚線 | （下行） | 伊予西條、松山方向       |
| ■予讚線 | （上行） | 觀音寺、多度津、高松方向 |

## 歷史
- 1960年3月1日：開業。
- 1987年4月1日：日本國鐵分割民營化，車站經營權由JR四國繼承。

## 相鄰車站
四國旅客鐵道
■予讚線
伊予寒川（Y24）－赤星（Y25）－伊予土居（Y26）